# Popular Problems
Popular Problems – trzynasty studyjny album kanadyjskiego muzyka i barda Leonarda Cohena, wydany w 2014 roku przez Columbię.
W Polsce album uzyskał status platynowej płyty.

## Lista utworów
| 1. | "Slow"                  | 3:25  |
|    |                         |       |
| 2. | "Almost Like the Blues" | 3:28  |
|    |                         |       |
| 3. | "Samson in New Orleans" | 4:39  |
|    |                         |       |
| 4. | "A Street"              | 3:32  |
|    |                         |       |
| 5. | "Did I Ever Love You"   | 4:10  |
|    |                         |       |
| 6. | "My Oh My"              | 3:36  |
|    |                         |       |
| 7. | "Nevermind"             | 4:39  |
|    |                         |       |
| 8. | "Born in Chains"        | 4:55  |
|    |                         |       |
| 9. | "You Got Me Singing"    | 3:31  |
|    |                         |       |
|    |                         | 35:55 |
|    |                         |       |

## Listy tygodniowe
| Kraj              | Lista                      | Pozycja |
| ----------------- | -------------------------- | ------- |
| Australia         | Australian Charts          | 6       |
| Austria           | Ö3 Austria Top 40          | 1       |
| Belgia            | Ultratop (Flandria)        | 1       |
| Belgia            | Ultratop (Walonia)         | 2       |
| Czechy            | ČNS IFPI                   | 1       |
| Dania             | Danish Charts              | 1       |
| Finlandia         | Suomen virallinen lista    | 2       |
| Francja           | Les Charts                 | 2       |
| Hiszpania         | Spanish Charts             | 3       |
| Holandia          | Dutch Album Top 100        | 1       |
| Kanada            | Billboard Canadian Albums  | 1       |
| Niemcy            | Offizielle Deutsche Charts | 4       |
| Norwegia          | VG-lista                   | 1       |
| Nowa Zelandia     | New Zealand Charts         | 1       |
| Portugalia        | Portuguese Charts          | 1       |
| Stany Zjednoczone | Billboard 200              | 15      |
| Stany Zjednoczone | Americana/Folk Albums      | 1       |
| Stany Zjednoczone | Top Rock Albums            | 4       |
| Szkocja           | Scottish Albums Chart      | 3       |
| Szwajcaria        | Schweizer Hitparade        | 1       |
| Szwecja           | Swedish Charts             | 5       |
| Węgry             | Album Top 40 slágerlista   | 6       |
| Wielka Brytania   | UK Albums Chart            | 5       |
| Wielka Brytania   | UK Physical Albums         | 3       |
| Włochy            | Italian Charts             | 5       |